# 파스퇴르 연구소 냐짱
파스퇴르 연구소 냐짱(프랑스어: Institut Pasteur de Nha Trang, 베트남어: Viện Pasteur Nha Trang)은 베트남에 있는 두 개의 파스퇴르 연구소 중 하나이다. 냐짱에 위치하며, 프랑스령 베트남 식민지 시대에 설립되었다. 현재는 베트남 보건부의 직속으로 운영된다.

## 초기 역사
1895년 알렉상드르 예르생에 의해 설립되었으며, 동물병 연구, 동물 질병 예방과 치료에 특화되었다. 예신은 이 연구소의 연구에 필요한 염소, 양, 소, 물소 600마리를 키우기 위해 수오이자오(냐짱 외곽 약 20km)에 5k㎡를 구입했다. 그 땅은 예르생과 쿨리들에 의해 치워졌고, 그들은 연구용 동물들을 위한 마구간을 만들었다. 예르생은 호랑이가 공격하지 못하도록 각 동물의 목에 방울을 달았다. 몇 년 안에 수의사들은 이 연구소의 연구원들과 합류하여 사람이 사용할 수 있는 전염병 예방 혈청과 소에서 사용할 수 있는 여러 혈청을 개발했다.
처음 몇 년 동안, 예르생과 연구팀은 인도차이나의 동물들에게서 흔히 발견되는 지역 질병의 대부분을 연구하여 치료법을 개발하고 지역민들이 이용할 수 있도록 하였다. 그의 연구는 비용이 많이 들었다. 정부의 보조금과 기부에도 불구하고, 그는 지역에서 자금원을 찾아야 했다. 예르생은 고무나무(파라고무나무)를 이 환금 작물로 도입했다. 1898년에 처음 심은 농작물은 1904년에 라텍스 수확을 거두었다.(이것은 현지의 미쉐린 생산자에게 팔렸다). 고무 작물은 그 연구소의 활동을 뒷받침하는 데 도움이 되었다. (이 자산은 그가 죽은 후 냐짱 연구소에 귀속되었다.)
예르생은 고무공장을 도입한 지 10년 만에 해열, 진통제의 원료가 되는 퀴닌 생산을 위해 기나나무를 도입했다. 그의 노력은 좋은 결과를 얻기 위해 20년이 걸렸다. 예르생은 사후 수오이자오 땅에 묻혔다.
1898년, 나짱에 유행성 전염병이 돌게 되었고 이 연구소에서 처음으로 이 질병에 대해 연구를 하였다. 냐짱 시설은 1904년 파리의 파스퇴르 연구소의 감독하에 놓였고 예르생은 같은 해 이 시설의 지도자를 맡았다.

## 이후 역사
1975년 베트남 통일 이후, 나쨩의 시설은 정부에 의해 지방 위생 연구소로 전환되었다.
1990년, 냐짱은 전세계 파스퇴르 연구소 계열로 다시 합류했다. 1992년에 냐짱의 과학자들은 파스퇴르 연구소에서 공부하기 위해 파리로 갔다.
1997년 냐짱에 알렉상드르 예르생에게 헌정된 박물관이 문을 열어 많은 관광객들을 끌어 모았다. 그 연구소는 아직도 의학 연구를 하고 있다.